# Thomas Darboven

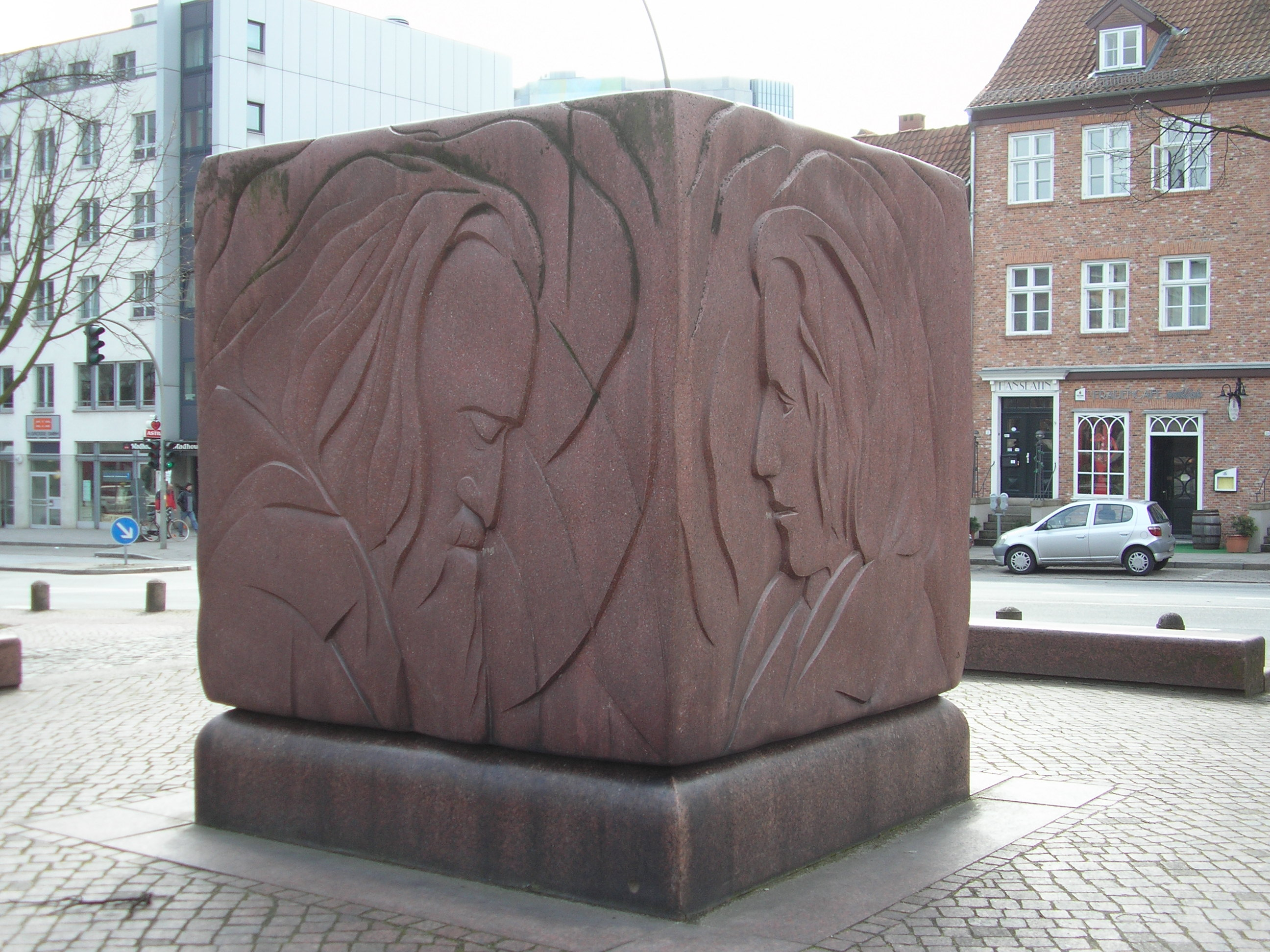
Brahms-Kubus vor der Laeiszhalle

Thomas Darboven (* 2. Dezember 1936 in Hamburg) ist ein deutscher Bildhauer und Architekt. Seine Werke sind vor allem im öffentlichen Raum von Hamburg zu finden.

## Leben
Darboven absolvierte erst eine Tischlerlehre und dann von 1959 bis 1967 ein Studium der Bildhauerei an der Berliner Hochschule für Bildende Künste. Dort war er ein Schüler von Paul Dierkes und Hans Uhlmann. 1976 kam er in seine Geburtsstadt Hamburg zurück und wirkte dort als freier Bildhauer. Anfangs vor allem an abstrakter Kunst interessiert, schuf Darboven nun auch figürliche Arbeiten und war an Architekturprojekten beteiligt. Er gewann mehrere Preise bei öffentlichen Wettbewerben. Unter anderem erhielt er 1979 zusammen mit dem Hamburger Architekten Reiner Steffen den dritten Preis beim Wettbewerb „Brahms-Gedenkstätte für Hamburg“ und sein Brahms-Kubus wurde zwei Jahre später auf dem Platz vor der Laeiszhalle aufgestellt. Drei seiner abstrakten Plastiken, die sich im Reinbeker Schlossgarten befinden, entstanden im Rahmen der jährlich von Normann und Bärbel Müller-Rousseau organisierten Ausstellung „Kunstwerk – Werkkunst“. Einige von Darbovens Werken wurden als Kunst am Bau durch die SAGA finanziert, zu finden in den Stadtteilen Allermöhe, Altona, Altstadt, Hummelsbüttel und Neustadt.
Darboven lebt in Hamburg-Nienstedten.

## Werke (Auswahl)

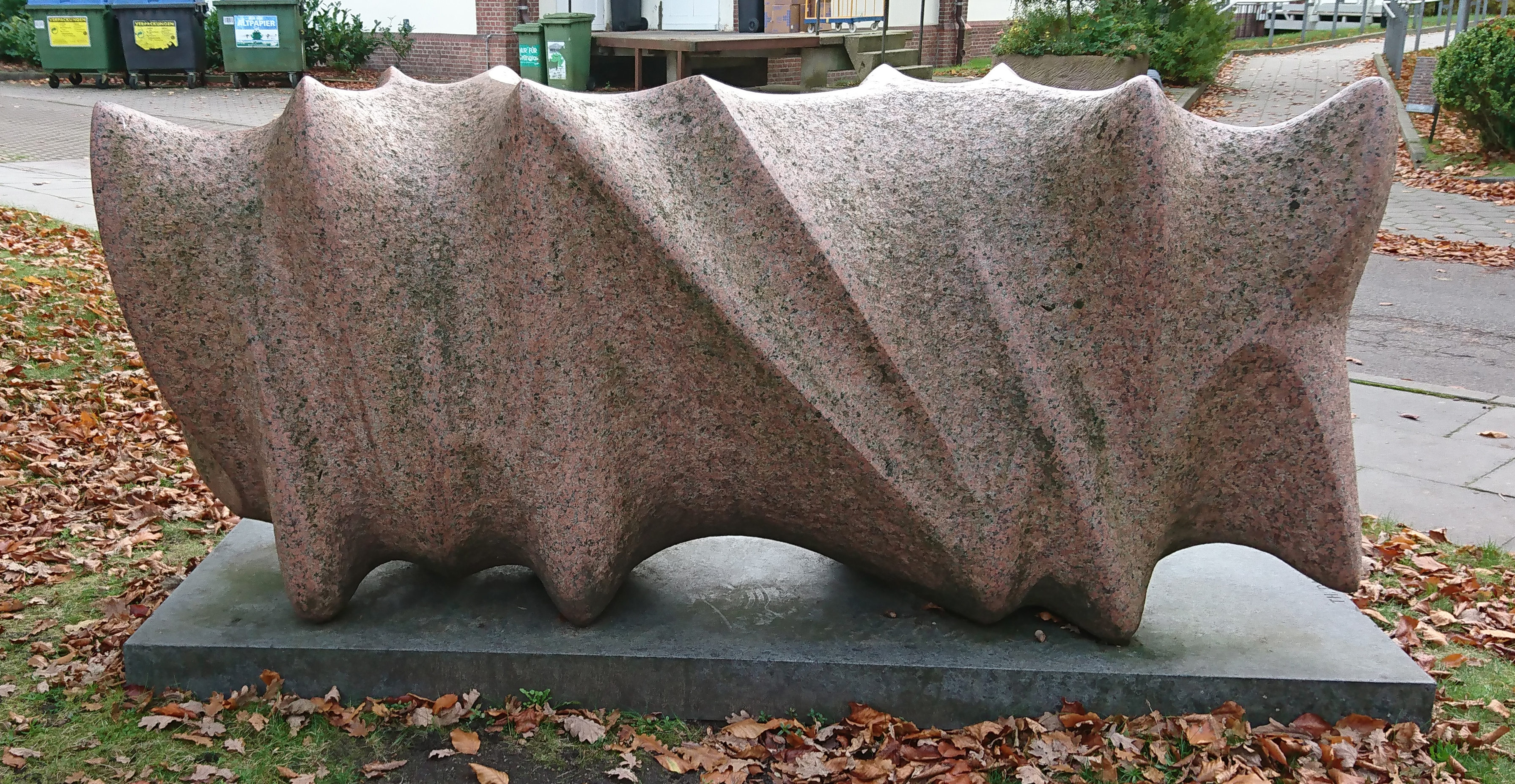
Granit-Skulptur Rinder vor dem Krankenhaus Ochsenzoll

- Pläne für Wohnhaus mit Atelier, 1972–1975, Gottorpstraße 1 in Hamburg-Othmarschen, seit 2006 Denkmal[4]
- Sokrates, 1976–1977, Aluminium/Holz/Farbe, Schulhof Gymnasium Heidberg in Hamburg-Langenhorn
- Fuga / Rinder, 1979, roter Granit, Höhe ca. 100 cm, Asklepios Klinik Nord/Krankenhaus Ochsenzoll in Langenhorn
- Topographisches Relief, 1979, Bronze, S-Bahnhof Königstraße in Hamburg-Altona
- Brahms-Kubus, 1981, roter Granit, auf Johannes-Brahms-Platz vor der Laeiszhalle, vier seitliche Bildnisse von Johannes Brahms in verschiedenen Lebensphasen
- Eris, um 1988 (aufgestellt 1996), Cortenstahl, Plastik aus zwei versetzten Halbkugelsegmenten, Reinbeker Schlossgarten
- 1990: Karyatiden, U-Bahnhof Hagendeel
- Miteinander oder aneinander vorbei, um 1995 (aufgestellt 1997), Colombo-Granit, Reinbeker Schlossgarten
- La Nuit, um 1988 (aufgestellt 1998), Impala-Granit, abgerundete Kugelviertel, Reinbeker Schlossgarten
- Schubert-Relief, 2006, in Hamburg-Sasel am Gedenkstein bei der „Schubert-Linde“ am Sasler Markt, Relief-Porträt von Franz Schubert auf Granit-Findling
- Gestaltung des Eidelstedter Marktplatzes